# Pan troglodytes troglodytes
Lo scimpanzé dell'Africa centrale (Pan troglodytes troglodytes Blumenbach, 1775) è una sottospecie di scimpanzé comune.

## Distribuzione e habitat
È presente in quasi tutta l'Africa nera e in particolare nel Gabon, nel Camerun e nella Repubblica del Congo.
Lo scimpanzé centrale vive prevalentemente nelle foreste tropicali umide a un'altitudine che può variare dal livello del mare fino a 3000 metri di quota.

## Dimensioni
Gli adulti maschi possono raggiungere i 70 kg di peso e 1,6 m di altezza. Le femmine pur rimanendo costanti nel peso sono in genere alte 1,3 m.